# Полуяхтов, Борис Леонидович
Борис Леонидович Полуяхтов (16 сентября 1934, Каменск-Уральский, Свердловская область — 20 августа 2014, там же) — российский политик. Глава администрации Каменск-Уральского со 1992 — апрель 1996.

## Образование
В 1953 году окончил Свердловский электротехнический техникум железнодорожного транспорта.
В 1967 году окончил Ташкентскую Высшую партийную школу, в 1971 году — Ташкентский институт народного хозяйства по специальности «экономист».

## Политическая карьера
В 1960—1962 годах находился на комсомольской и партийной работе.
В 1967—1969 годах был на партийной работе в Караганде. В 1969—1975 работал на Уральском алюминиевом заводе на руководящих должностях.
С 1975 по 1980 год — председатель исполкома районного Совета народных депутатов в Каменске-Уральском.
В 1990—1991 годах — председатель Каменск-Уральского городского Совета народных депутатов.
1991—1996 годах — глава администрации Каменск-Уральского.
1996—2000 годах — Депутат областной Думы, председатель комитета по вопросам законодательства и местного самоуправления.
Скончался 20 августа 2014 года на 80-м году жизни. Похоронен в Екатеринбурге 23 августа на Лесном кладбище.

## Личная жизнь
Женат. Есть сын Александр, внуки Борис и Елена.